# Öxará
El Öxará ([ˈœksarˌauː] «río del hacha») es un río de Islandia occidental. En su recorrido se encuentran la cascada Öxaráfoss y el parque natural de Þingvellir. Desemboca en el lago Þingvallavatn.

## Recorrido
El Öxará es un río muy corto, de 17 kilómetros, con una cuenca de 45 kilómetros cuadrados. Se encuentra principalmente en el municipio de Bláskógabyggð en la región de Suðurland, en la zona suroeste de Islandia.
Nace cerca del volcán Botnssúlur, en la región de Hvalfjörður. De allí fluye hacia el sur, por el parque natural de Þingvellir. Bordea una meseta por el oeste y se lanza por el barranco Almannagjá, en las cascadas Öxaráfoss, que suelen conelarse en invierno. En su cauce se encuentra el Drekkingarhylur ('piscina de ahogamientos').
Aquí el río forma diferentes cuencas e las islas, para precipitarse luego hacia las llanuras y finalmente culminar en el lago Thingvallavatn.

## Galería

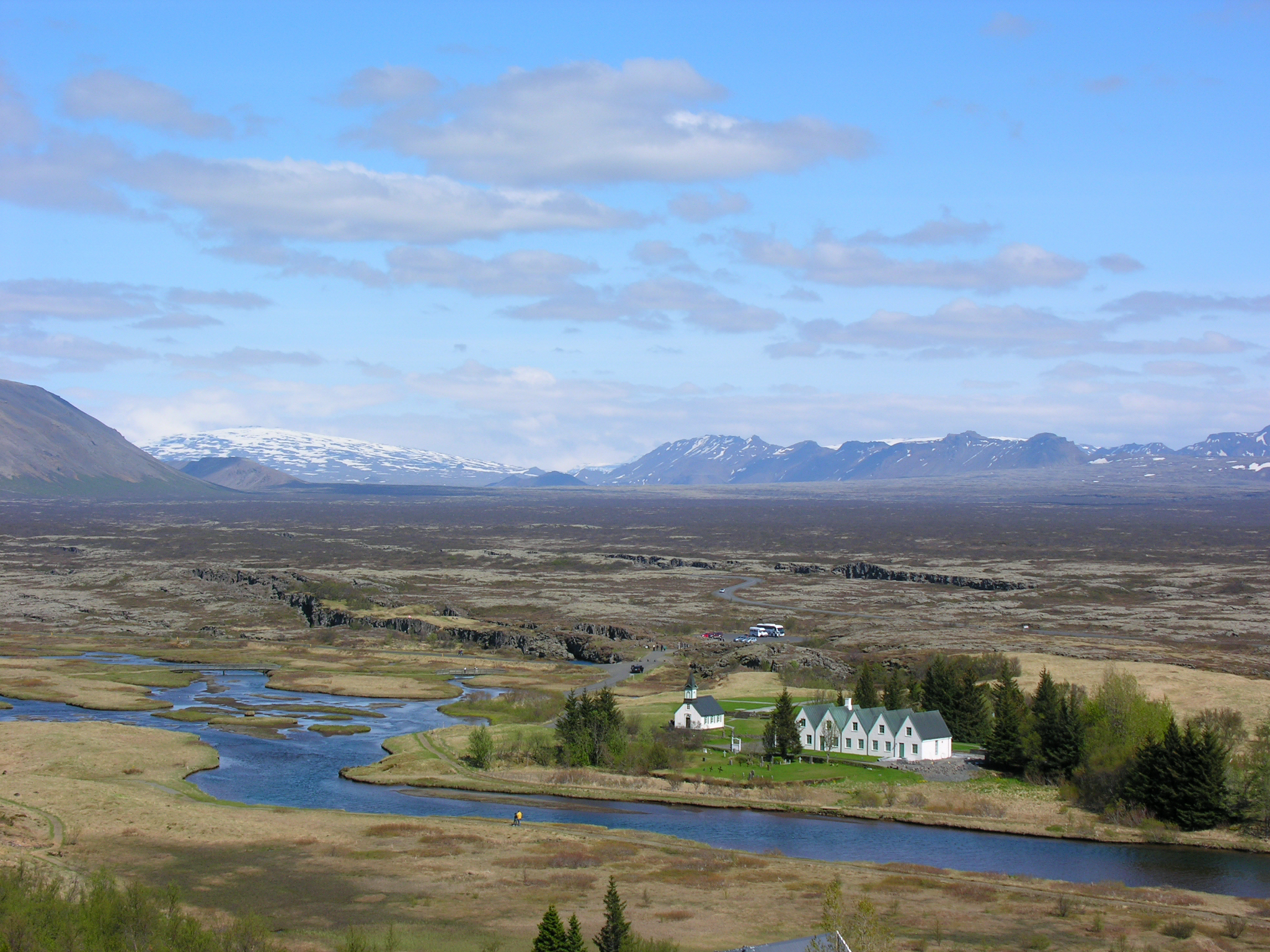
El Öxará a su paso por el Þingvellir
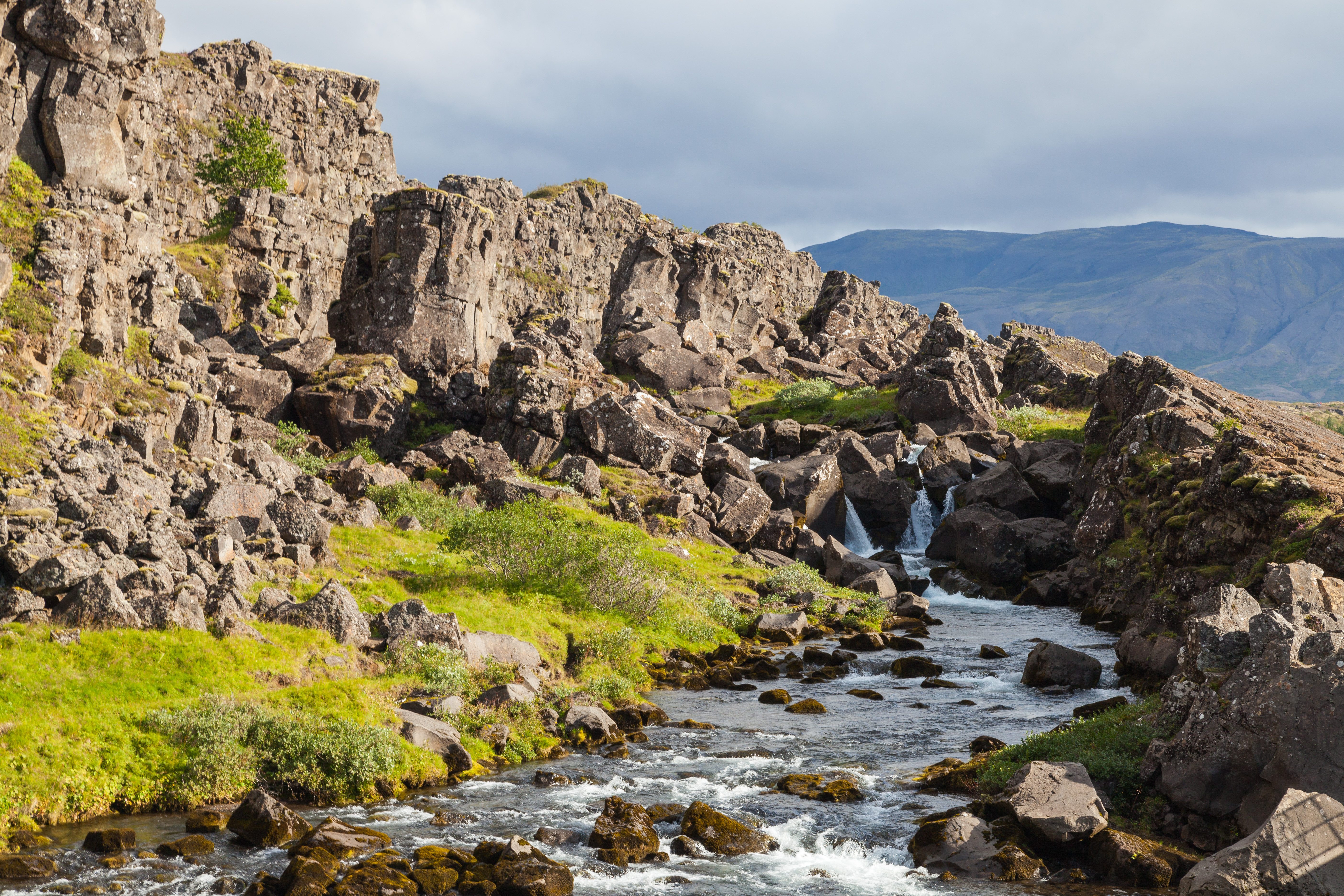
Öxará por la cascada Öxaráfoss